# Гамбургская культура
Гамбургская культура (нем. Hamburger Kultur) — вероятно, первая археологическая культура, появившаяся на территории современных Нидерландов и севера Германии. Возникла после того, как окончательное отступление ледников сделало эту область пригодной для обитания человека.
Имеет сходные характеристики с кресвельской культурой и культурой Федермессер. Носители гамбургской культуры могли быть потомками восточно-граветтских или периферийных мадленских групп, многие из их памятников входят в пыльцевую зону I (13 000—9850 гг. до н. э.).
Основой хозяйства была охота на оленей, причём люди этой культуры были довольно умелыми охотниками.
Характерными орудиями этой культуры являются:
- небольшие наконечники с боковой выемкой;
- резцы — небольшие клювовидные инструменты для обработки рога.

Потомком гамбургской является аренсбургская культура.